# Chapelle Saint-Pierre de Goesnes
La chapelle Saint-Pierre est un édifice religieux catholique d'origine médiévale classé situé dans le village de Goesnes faisant partie de la commune d'Ohey en province de Namur (Belgique).

## Situation
La chapelle se situe à l'arrière de la cour intérieure de la ferme du Perron et en face du château. Elle situe à une centaine de mètres de la rue du Pilori. L'altitude est de 228 m.

## Historique
La première construction remonte à l’époque romane, vraisemblablement au cours du XIe siècle ou du XIIe siècle. Au XIIIe siècle, la chapelle est allongée par un nouveau chœur à chevet plat de style gothique. De nombreuses modifications sont effectuées en 1701 puis la façade de la chapelle est reconstruite en 1717 comme gravé sur la clé du portail d'entrée. Vers 1920, un clocheton remplace la flèche antérieure. Deux phases de restauration sont réalisées entre 1989 et 1995.

## Architecture
La chapelle bâtie en moellons de pierre calcaire du Condroz se compose d'une seule nef de quatre travées percées de baies cintrées uniquement du côté sud-est, le côté nord-ouest étant aveugle. La façade est uniquement percée par la porte d'entrée cintrée. Le chœur à chevet plat possède une baie en triplet déchargé par un arc en plein cintre. Le clocheton carré est surmonté d'une croix en fer forgé et d'un coq en girouette. La toiture pyramidale est recouverte d'ardoises.

## Classement
La ferme du Perron (façades et toitures), la chapelle Saint-Pierre, rue du Centre, n°56 à Goesnes et l'ensemble formé par cette ferme et les terrains environnants sont repris depuis le 18 mai 1982 sur la liste du patrimoine immobilier classé d'Ohey